# Симановиц, Людовика
Людовика Симановиц (нем. Ludovike Simanowiz; урожд. Кунигунда Софи Людовика Рейхенбах (нем. Kunigunde Sophie Ludovike Reichenbach); 21 февраля 1759[…], Шорндорф, Герцогство Вюртемберг — 3 сентября 1827 или 2 сентября 1827, Людвигсбург) — немецкая художница-портретистка. 
Ее отец был военным фельдшером, а ее мать была дочерью фармацевта. Она родилась в казармах, где работал ее отец. В 1762 году ее семья переехала в Людвигсбург, где соседствовала с семьёй Фридриха Шиллера, и Людовика выросла вместе с Фридрихом и его сёстрами. 
Семья Людовики оценила её художественный талант и приложила все усилия для продвижения её карьеры. Герцогская академия в Людвигсбурге и Высшая школа Карла в Штутгарте не принимала женщин, но в 1776 году в Штутгарте она брала уроки масляной живописи и рисунка в мастерской художника французского происхождения профессора Карлшуле Николаса Гибаля (нем.) (Nicolas Guibal, 1725—1784), работавшего при дворе герцогов Вюртембергских. 
В 1787 при финансовой поддержке герцога Карла Югена и его любовницы Франциски фон Гогенгейм, Людовика смогла поехать в Париж и учиться у миниатюриста Антуана Вестье.  
В 1788 она была получила назначение при дворе герцога Фридриха Евгения, младшего брата Карла Евгения, герцога Вюртембергского. Портрет семьи Фридриха Евгения стал первым большим заказом в её карьере.

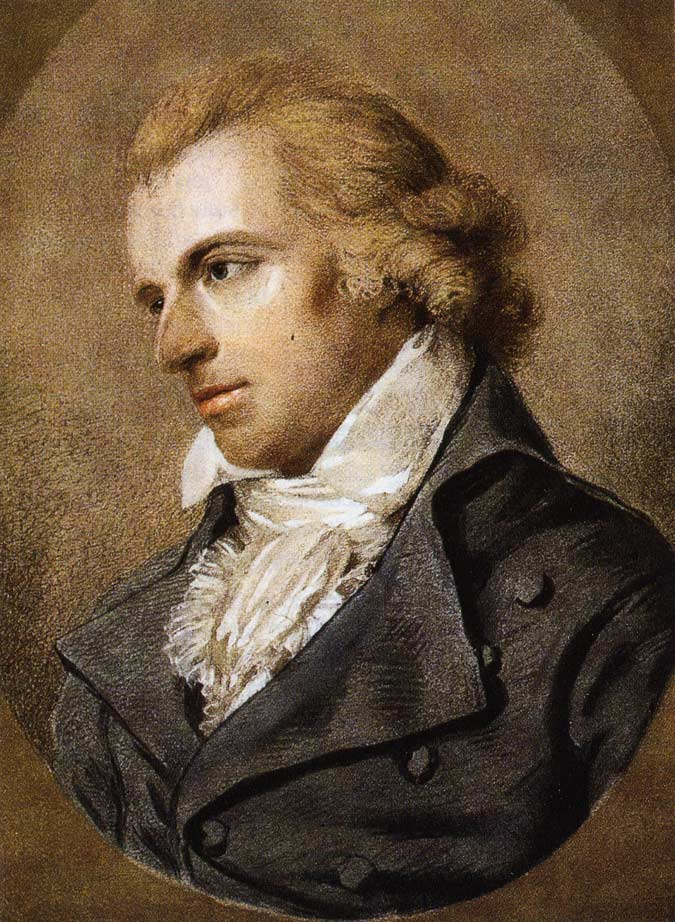
Портрет Фридриха Шиллера. 1793—1794

Вышла замуж за Франца Симановича, офицера Австрийской армии и сослуживца Шиллера.